# Palazzo Budini Gattai
A Palazzo Budini Gattai (ismert még Palazzo Grifoni és Palazzo Riccardi-Mannelli néven is) az olaszországi Firenzében található, a Via de' Servi utcában. Bartolomeo Ammannati tervei alapján épült meg 1563-ban. Érdekessége, hogy itt lakott Giulia Martini, Stendhal egyik szerelme, ezért az író sokat járt a palotában.